# 米哈乌·耶林斯基
米哈乌·耶林斯基（波蘭語：Michał Jeliński，1980年3月17日—），波兰男子赛艇运动员。他曾代表波兰参加2004年、2008年和2012年夏季奥林匹克运动会赛艇比赛，其中2008年奥运会获得一枚金牌。